# Stefan Ulm
Stefan Ulm est un kayakiste allemand pratiquant la course en ligne. 